# 阿爾漢傑利夫卡
48°56′15″N 36°56′8″E / 48.93750°N 36.93556°E
阿爾漢赫利夫卡（烏克蘭語：Архангелівка）是位於烏克蘭東部的村莊，由哈爾科夫州伊久姆區的巴爾溫科韋市鎮負責管轄。該村始建於1923年，面積0.36平方公里，海拔高度121米，2001年人口287，人口密度每平方公里797.2人。